# Reality Pump
Reality Pump ist ein 1995 gegründeter polnischer Spieleentwickler, heute ansässig in Krakau. Er gehört zum deutschen Spielepublisher Topware Interactive.

## Geschichte
Das Unternehmen wurde 1995 in Bielsko-Biała unter dem Namen TopWare Interactive Poland als In-House-Entwickler von TopWare Interactive gegründet. Die Firma entwickelte Spiele wie beispielsweise Earth 2140. Der Durchbruch gelang 1998 mit den Spielen Earth 2150: Escape From The Blue Planet und den Erweiterungen Earth 2150: The Moon Project und Earth 2150: Lost Souls. Im Zuge der Insolvenz des Mutterkonzerns meldete auch TopWare Interactive Poland 2001 Insolvenz an und wurde vom Topware-Nachfolger Zuxxez Entertainment aufgekauft. Das Unternehmen änderte daraufhin seinen Namen zu Reality Pump - Game Development Studios.
Seinen bis dato größten Erfolg konnte Reality Pump 2007 mit dem Fantasy-Rollenspiel Two Worlds verbuchen. 2010 erschien die Fortsetzung Two Worlds 2. Der eigentliche Nachfolger Two Worlds: The Temptation wurde zugunsten von Two Worlds 2 eingestellt.
2013 verließ der langjährige kreative Leiter Miroslaw Dymek mit weiteren Entwicklern das Unternehmen und wechselte zur Krakauer Niederlassung von CD Projekt RED. Neuer Geschäftsführer wurde Tadeusz Zuber. Im selben Jahr wurden auch die Entwicklungsarbeiten des Action-Adventures Raven’s Cry vom ursprünglichen Entwickler Octane Games an Reality Pump übertragen und das Programm technisch stark überarbeitet. Das Spiel erschien nach mehreren Verschiebungen am 26. Januar 2015 für Windows, der Wertungsdurchschnitt auf Metacritic fiel negativ aus. Anfang Mai 2015 wurde über eine Schließung des Studios berichtet. Der Darstellung wurde von Topware teilweise widersprochen. Demnach habe lediglich eine von mehreren Geschäftseinheiten von Reality Pump Insolvenz angemeldet.

## Spiele
Veröffentlichte Computerspiele (in chronologischer Reihenfolge):
| Jahr | Titel                        | Genre                      |
| ---- | ---------------------------- | -------------------------- |
| 1996 | Earth 2140                   | Echtzeitstrategie          |
| 1996 | Jack Orlando                 | Point-and-Click-Adventure  |
| 1999 | Earth 2150                   | Echtzeitstrategie          |
| 2000 | Earth 2150: The Moon Project | Echtzeitstrategie (Add-on) |
| 2001 | World War 3: Black Gold      | Echtzeitstrategie          |
| 2001 | Earth 2150: Lost Souls       | Echtzeitstrategie (Add-on) |
| 2002 | Heli Heroes                  | Shoot ’em up               |
| 2003 | KnightShift                  | Echtzeitstrategie          |
| 2005 | Earth 2160                   | Echtzeitstrategie          |
| 2007 | Two Worlds                   | Rollenspiel                |
| 2010 | Two Worlds 2                 | Rollenspiel                |
| 2012 | Iron Sky: Invasion           | Weltraum-Flugsimulation    |
| 2015 | Raven’s Cry                  | Action-Adventure           |